# Bukórécék

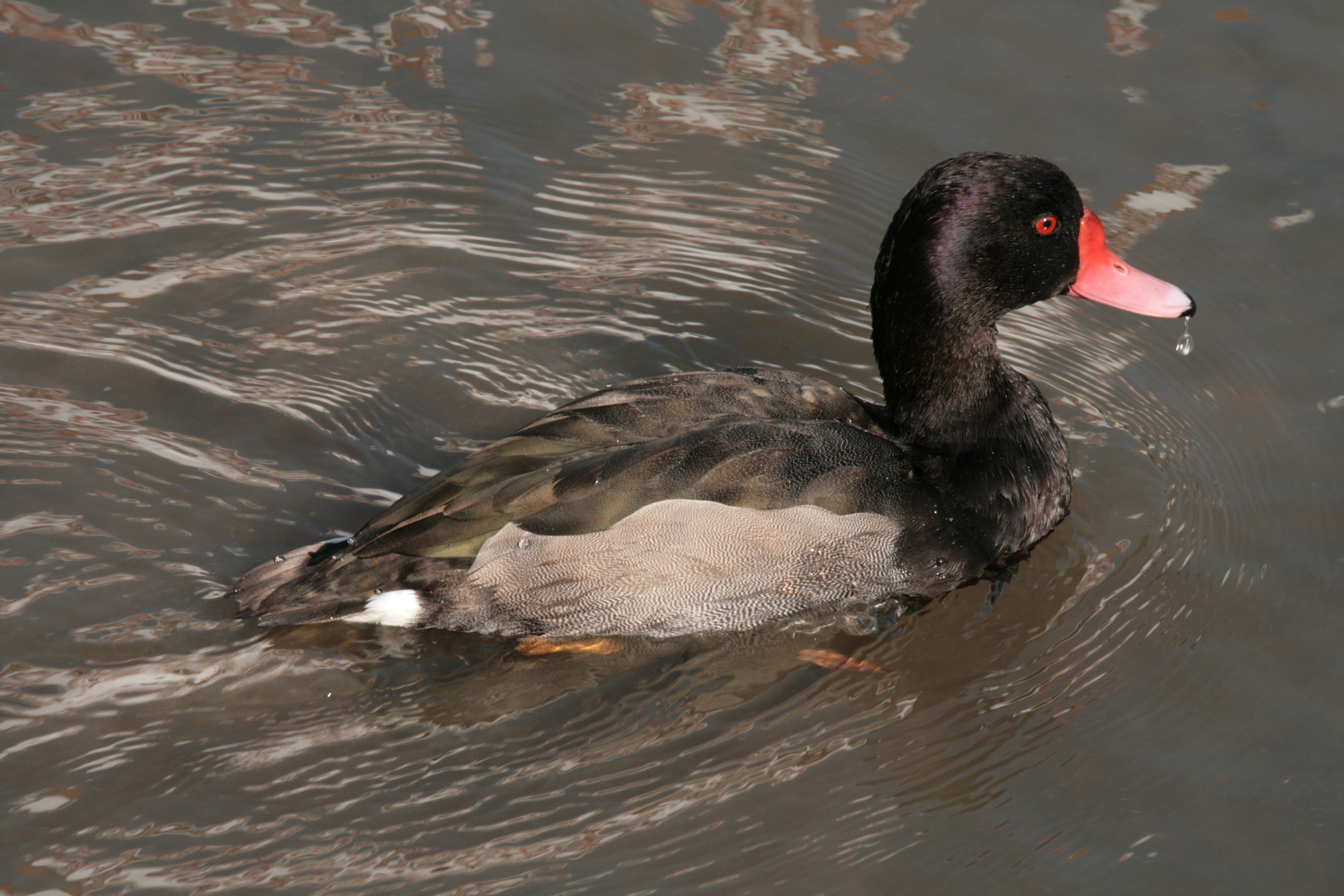
Hím peposaca réce (Netta peposaca)

A bukórécék (Aythyini) a madarak osztályának lúdalakúak (Anseriformes) rendjébe, a récefélék (Anatidae) családjába, azon belül a réceformák (Anatinae) alcsaládjába tartozó nemzetség.
Egyes újabb rendszerekben nemcsak nemzetségszinten különítik el az ide tartozó fajokat az úszórécéktől, de saját különálló alcsaládba is sorolják az alábbi fajokat.

## Rendszerezés
A nemzetségébe 2 nem és 16 faj tartozik
- Aythya (Boie, 1822) – bukórécék, 12 faj
  - amerikai barátréce (Aythya americana)
  - barátréce (Aythya ferina)
  - búbos réce (Aythya affinis)
  - cigányréce (Aythya nyroca)
  - hegyi réce (Aythya marila)
  - kontyos réce (Aythya fuligula)
  - madagaszkári cigányréce (Aythya innotata) – kihalt
  - örvös réce (Aythya collaris)
  - rókafejű réce (Aythya valisineria)
  - ausztrál cigányréce (Aythya australis)
  - maori cigányréce (Aythya novaeseelandiae)
  - mandzsu réce (Aythya baeri)

- Netta (Kaup, 1829) – üstökös récék, 4 faj
  - pirosszemű réce (Netta erythrophthalma)
  - Peposaca réce (Netta peposaca)
  - üstökösréce (Netta rufina)
  - rózsásfejű réce (Netta caryophyllacea, régebben Rhodonessa caryophyllacea) – kihalt

Továbbá olykor ide sorolják a márványos récét (Marmaronetta angustirostris) is, amely mind genetikai , mind életmódbeli tulajdonságai alapján félúton áll az úszórécék és a bukórécék között.